# Terrasa
Terrasa è l'unica frazione del comune di Candia Lomellina. Si trova a nordovest del centro abitato verso il Sesia.

## Monumenti
Santuario di Santa Maria delle Grazie, ex chiesa parrocchiale dell'assunzione di Maria, annessa da diversi anni al territorio parrocchiale di Candia.

## Storia
Terrasa (CC L130) veniva sempre citata insieme a due altri piccoli centri, Villata e Roncone. Erano compresi nel feudo di Candia, di cui seguirono le sorti. Nel 1644 il comune è detto Villata e Roncone; nel secolo successivo a questi nome si aggiunge Terrasa, che finisce per essere il centro principale e a dare da solo il nome al comune, tanto che Villata e Roncone scompaiono nel corso del XVIII secolo. Il comune fu annesso a Candia nel 1928.